# Alfred Jakobsen
Alfred Emil Rosing Jakobsen (* 26. August 1958 in Arsuk; † 12. Februar 2021 in Nuuk) war ein grönländischer Politiker (Inuit Ataqatigiit).

## Leben
Alfred Jakobsen war der Sohn des Pastors Victor Abel Kristian Titken Jakobsen (1931–?) und der Postassistentin Stiinannguaq Kathrine Vitta Rasmussen (1936–?). Sein Vater war ein Neffe von Peter Mathæussen (1892–1949). Am 29. Juni 1996 heiratete er die Oberlehrerin Aviâja Rosing (* 1964), mit der er vier Töchter bekam.
Während der Schulzeit kam er im Zuge des American Field Service zu einem Aufenthalt in den USA. 1979 erlangte er an der Kathedralschule in Viborg seinen Höheres Vorbereitungsexamen und 1980 an der dortigen Handelsschule das Höhere Handelsexamen. Anschließend studierte er bis 1982 an der Handelsschule in Aarhus. Von 1981 bis 1982 war er Sekretär und Mitgründer der Studentenorganisation DKIK. Von 1984 bis 1986 studierte er Wirtschaft und Handel an der McGill University in Montreal.
1984 gründete Alfred Jakobsen die Lokalabteilung der Inuit Ataqatigiit in seinem Heimatdorf Arsuk. Von 1990 bis 1994 war er Vorsitzender der Inuit Ataqatigiit in Nuuk. Von 1997 bis 1999 war er Vizepräsident der Inuit Circumpolar Conference. Im Februar 1999 wurde er zum Minister für Gesundheit, Umwelt, Natur und Kirche im Kabinett Motzfeldt VII ernannt. Im September 2001 musste er das Kirchenressort an Lise Skifte Lennert abgegeben.
Von 1993 bis 1995 und 1997 bis 1998 war er Aufsichtsratsvorsitzender der Wohnungsgenossenschaft Ammassat. Von 1996 bis 1997 war er Aufsichtsratsvorsitzender für Kjølbro Plast. Von 1993 bis 1999 war er Mitgründer und Kassenwart bei Kalaallit Timersuutaat. Von 1994 bis 1999 leitete Alfred Jakobsen die Theatergruppe Silamiut.
Ab 2015 war er Direktor der Nichtregierungsorganisation Ocean North Greenland, die sich für nachhaltige Fischerei einsetzt. Im August 2020 erlitt er einen Schlaganfall und starb am 12. Februar 2021 im Alter von 62 Jahren im Altersheim in Nuuk an den Folgen.